# 緊急状況規則条例
緊急状況規則条例、いわゆる「緊急法」（きんきゅうじょうきょうきそくじょうれい／きんきゅうほう、繁体字中国語: 緊急情況規例條例（緊急法）、英語: Emergency Regulations Ordinance、香港法律第241章）とは、香港は「緊急事態もしくは公共の安全に危害が及ぶ状態にある」と行政長官と閣議に相当する行政会議が認めれば、他の現存法により優先し、あらゆる規制を定める規則を立法会の審議せずに制定できるとする条例。俗に緊急条例とも表記される。
2019年のデモの際に発動された。
これにより行政長官は司法、行政、立法すべての権限を掌握することになる。